# Francisco Savalls
Francisco de Paula Savalls y Massot (La Pera, 29 gennaio 1817 – Nizza, 20 novembre 1885) è stato un militare spagnolo.
Combatté in Spagna nelle tre guerre carliste al servizio della causa legittimista e in Italia nell'esercito del duca di Modena e dello Stato Pontificio contro l'unificazione italiana.
Divenne particolarmente famoso in Catalogna durante la terza guerra carlista, quando, agli ordini di Estartús, si distinse come capo di Partito, diventando una figura leggendaria per gli altri partiti carlisti catalani. Di fronte all'infante Alfonso, fratello del pretendente Carlo VII, riuscì a rimanere nella sua posizione e dopo la vittoria carlista ad Alpens (1874), il pretendente gli concesse il titolo di marchese di Alpens. Nel 1874 riuscì a prendere Olot e nel 1875 Don Carlos lo nominò capitano generale della Catalogna. Dopo l'assedio e la cattura di La Seu de Urgel, Savalls fu licenziato e nell'ottobre 1875 dovette andare in esilio a Nizza.